# 坂町 (新潟県)
もしかして
- 荒川町

ではありませんか？